# Sōfuku-ji (Nagasaki)

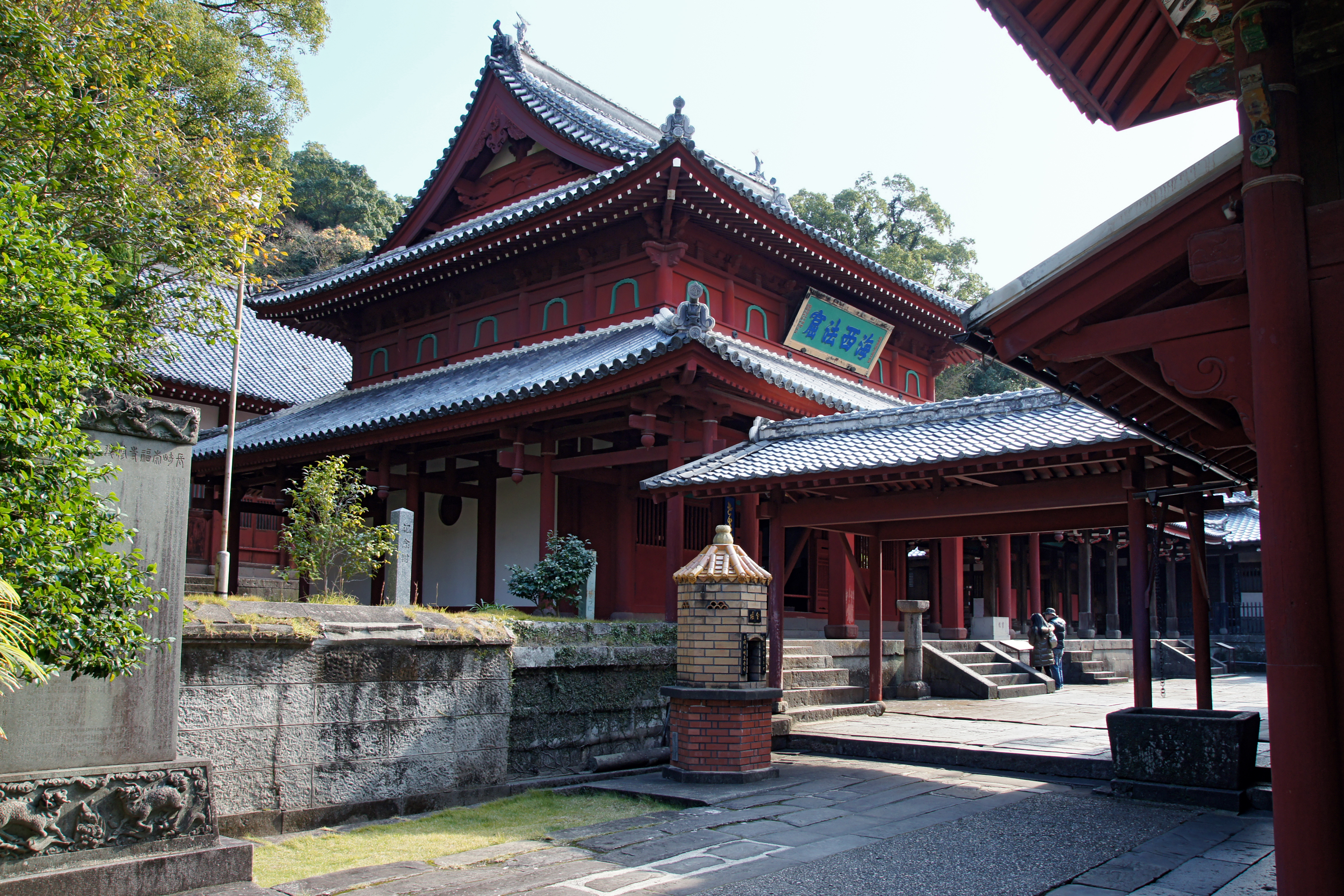
Daiyū Hōden

Der Sōfuku-ji (japanisch 崇福寺) ist ein buddhistischer Tempel in Nagasaki, Japan. Er wurde im Jahr 1629 von vor den politischen Wirren gegen Ende der Ming-Dynastie geflohenen Emigranten aus der chinesischen Provinz Fujian errichtet und gehört zur Ōbaku-shū des Zen-Buddhismus.
Zwei der Gebäude des Sōfuku-ji sind Nationalschätze Japans: das Daiippō-mon (第一峰門; eines der drei Tore des Tempels, die alle Inschriften aufweisen, die vom Zen-Meister Ingen stammen sollen) und die Daiyū Hōden (大雄宝殿; die Buddha-Halle). In der Daiyū Hōden wird der Buddha Sakyamuni verehrt. Die Daiyū Hōden wurde im Jahr 1646, das Daiippō-mon im Jahr 1629 errichtet; sie sind damit die ältesten noch existierenden Bauwerke in Nagasaki.
Das im Tempel abgehaltene Obon-Fest wird jedes Jahr von vielen in ganz Japan lebenden Chinesen besucht.